# 리마솔구

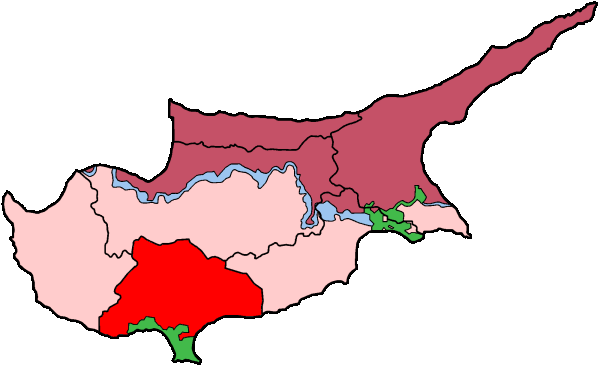
리마솔구

리마솔구 또는 레메소스구(그리스어: Επαρχία Λεμεσού, 튀르키예어: Limasol Bölgesi)는 키프로스를 구성하는 6개 구 가운데 하나로 행정 중심지는 리마솔이다. 키프로스가 대부분의 영역을 지배하고 있지만 구 남부에는 영국의 군사 기지인 아크로티리가 있다.